# Anif

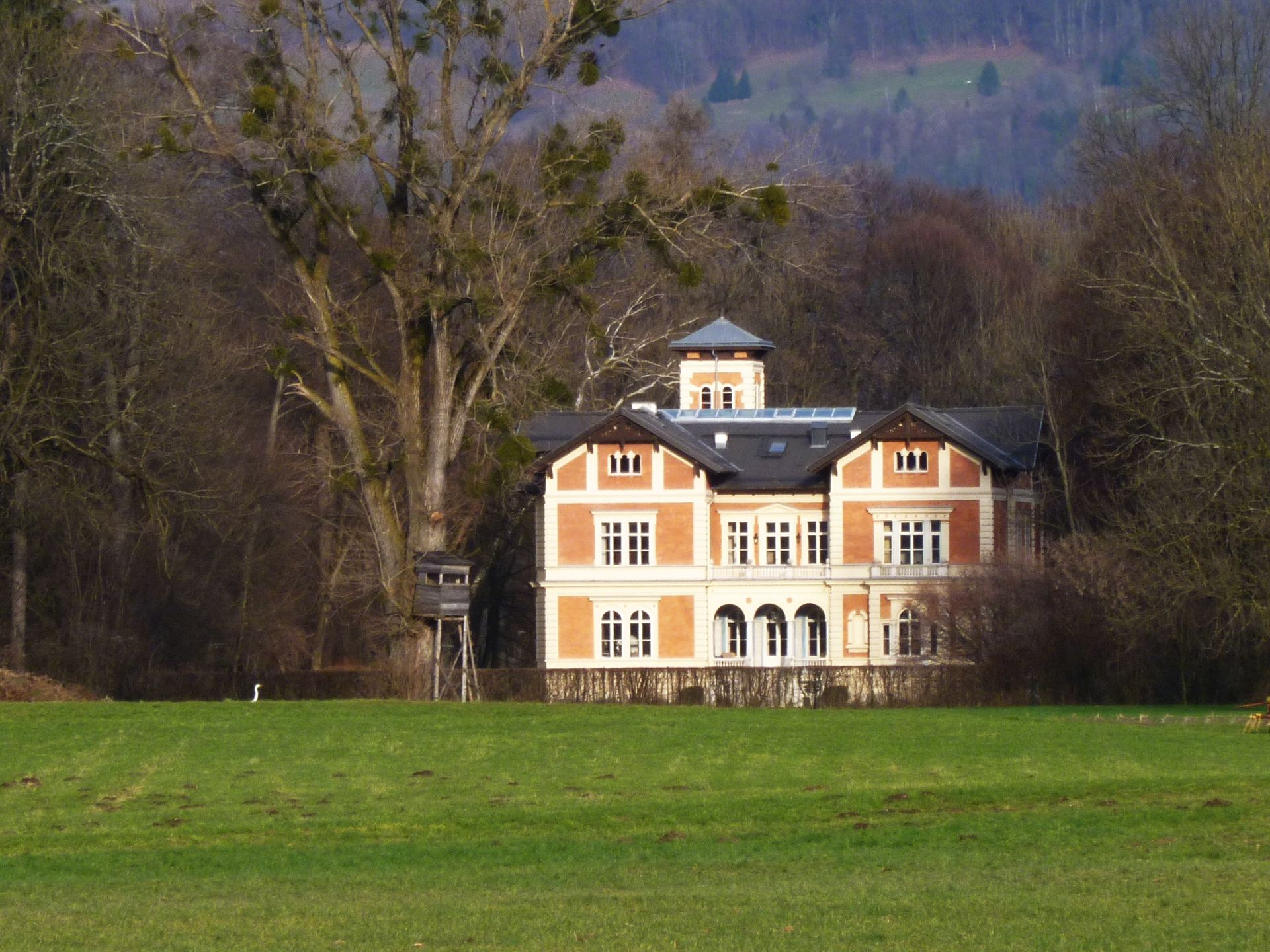
Villa Swoboda (Casa Austria) v Anifu, sídlo Karla Habsbursko-Lotrinského

Anif je obec v Rakousku ve spolkové zemi Salcbursko v okrese Salcburk-okolí, poblíž hranice s německou spolkovou zemí Bavorsko. K 1. lednu 2011 zde žilo 4 026 obyvatel.

## Osobnosti
- Herbert von Karajan (1908–1989), rakouský dirigent
- Helene von Taussig (1909–1942), česko-rakouská malířka
- Riccardo Muti (* 1941), italský dirigent
- Karel Habsbursko-Lotrinský (* 1961), rakouský politik, následník trůnu